# Sojuz 36
Salut 6 EP-5 (kod wywoławczy «Орион» - Orion) – piąta krótkotrwała misja na stację kosmiczną Salut 6 i zarazem dziewiąty udany załogowy lot kosmiczny na tę stację. Kubasow i Farkas powrócili na Ziemię na pokładzie statku Sojuz 37.

## Załoga

### Start
- Walerij Kubasow (3) - ZSRR
- Bertalan Farkas (1) - Węgry

### Rezerwowa
- Władimir Dżanibekow (2) - ZSRR
- Béla Magyari (1) - Węgry

### Lądowanie
- Wiktor Gorbatko (3) - ZSRR
- Phạm Tuân (1) - Wietnam

Załoga Sojuza 37

## Przebieg misji
Na pokładzie Sojuz 36 znajdowała się lecąca w ramach programu Interkosmos radziecko-węgierska załoga w składzie: dowódca - Walerij Kubasow i inżynier-badacz - Bertalan Farkas, który został pierwszym węgierskim kosmonautą.
Pierwotnie misja miała mieć miejsce w czerwcu 1979 roku. Została jednak przełożona po awarii głównego silnika kapsuły Sojuz 33. Kosmonauci powrócili na pokładzie kapsuły Sojuz 35.

### Eksperymenty
Węgierskie eksperymenty skupiały się na materiałoznawstwie, obserwacjach Ziemi i biologii. W sumie przeprowadzono 31 eksperymentów, nie licząc 5 doświadczeń bułgarskich. W eksperymencie „Motyl” zastosowali układ dozymetrów termoluminescencyjnych, które rozmieszczono w różnych punktach Saluta i na odzieży kosmonautów. Dozymetry te umożliwiły dokładną kontrolę dawek promieniowania jonizującego w poszczególnych częściach stacji i padających na załogę. Przyrząd „Balaton” służył do określania zdolności do pracy mierzący szybkość i dokładność reakcji kosmonautów oraz ich stabilność w przypadku natrafienia na trudności. Aparat „Diagnostyk” był wykorzystywany do szybkiej kontroli pracy serca, układu naczyniowego i oddechowego, wykonując zapisy elektroencefalograficzne i inne badania.
Kubasow i Farkas przywieźli przyrząd bułgarski „Spiektr-15”, który posłużył do przeprowadzenia doświadczeń geofizycznych „Gorizont”, „Kontrast”, „Atmosfera”, „Pannonia” i „Iluminator”.